# John Hargis
John Arlington Hargis (nacido el 20 de agosto de 1920 en Nacogdoches, Texas y fallecido el 2 de enero de 1986 en Hays, Texas) fue un jugador de baloncesto estadounidense que disputó dos temporadas en la BAA, además de jugar previamente en la NBL. Con 1,88 metros de estatura, jugaba en la posición de escolta.

## Trayectoria deportiva

### Universidad
Jugó durante dos temporadas con los Longhorns de la Universidad de Texas en Austin, interrumpidas durante tres años por el servicio militar en la Segunda Guerra Mundial. En ambas temporadas llevó al equipo a disputar la Final Four del Torneo de la NCAA, cayendo en 1943 ante el eventual campeón, Wyoming, mientras que en 1947 se hacían con el tercer puesto derrotando en la final de consolación al City College de Nueva York. Fue elegido en ambas temporadas en el mejor quinteto de la Southwest Conference, y en 1947 en el segundo equipo consensuado All-American.

### Profesional
Comenzó su andadura profesional en la NBL con los Anderson Packers en 1947, donde en su primera temporada fue el segundo mejor anotador del equipo, con 10,9 puntos por partido. Al año siguiente, en la última temporada de la liga antes que se fundiera con la BAA para dar lugar a la NBA, resultaron campeones, promediando 7,8 puntos por partido.
En 1949, ya en la NBA, volvió a ser uno de los más destacados del equipo, promediando 10,7 puntos y 1,7 asistencias por partido. La franquicia desaparció al año siguiente, produciéndose un draft de dispersión, y siendo elegido por los Fort Wayne Pistons, quienes tras 14 partidos lo traspasaron a Tri-Cities Blackhawks, donde acabó su carrera profesional, promediando 3,7 puntos y 2,4 rebotes por partido.

## Estadísticas de su carrera en la NBA

### Temporada regular
| Temporada | Edad | Equipo                | Liga | P  | TIT | MIN | TC  | TCA | %TC  | 3P | 3PA | %3P | TL  | TLA | %TL  | R.OF. | R.DEF. | REB | ASIS | ROB | TAP | PER | FP  | PTS  |
| 1949-50   | 29   | Anderson Packers      | NBA  | 60 |     |     | 3.7 | 9.2 | .405 |    |     |     | 3.3 | 4.6 | .711 |       |        |     | 1.7  |     |     |     | 2.8 | 10.7 |
| 1950-51   | 30   | TOTAL                 | NBA  | 29 |     |     | 1.7 | 4.4 | .378 |    |     |     | 0.9 | 1.4 | .643 |       |        | 2.3 | 0.9  |     |     |     | 2.0 | 4.2  |
| 1950-51   | 30   | Fort Wayne Pistons    | NBA  | 14 |     |     | 1.8 | 4.7 | .379 |    |     |     | 1.2 | 1.7 | .708 |       |        | 2.1 | 0.6  |     |     |     | 1.8 | 4.8  |
| 1950-51   | 30   | Tri-Cities Blackhawks | NBA  | 15 |     |     | 1.5 | 4.1 | .377 |    |     |     | 0.7 | 1.2 | .556 |       |        | 2.4 | 1.1  |     |     |     | 2.2 | 3.7  |
| Total     |      |                       | NBA  | 89 |     |     | 3.0 | 7.6 | .400 |    |     |     | 2.5 | 3.6 | .702 |       |        | 2.3 | 1.4  |     |     |     | 2.6 | 8.6  |

### Playoffs
| Temporada | Edad | Equipo           | Liga | P | MIN | TCA | TC | 3PA | 3P | TLA | TL | R.OF. | REB | ASIS | ROB | TAP | PER | FP | PTS | %TC  | %3P | %FT  | MIN | PTS  | REB | AST |
| 1949-50   | 29   | Anderson Packers | NBA  | 8 |     | 32  | 89 |     |    | 35  | 47 |       |     | 13   |     |     |     | 26 | 99  | .360 |     | .745 |     | 12.4 |     | 1.6 |
| Total     |      |                  | NBA  | 8 |     | 32  | 89 |     |    | 35  | 47 |       |     | 13   |     |     |     | 26 | 99  | .360 |     | .745 |     | 12.4 |     | 1.6 |